# Unité localisée pour l'inclusion scolaire
Pour les articles homonymes, voir Ulis.
 (janvier 2024).
Si vous disposez d'ouvrages ou d'articles de référence ou si vous connaissez des sites web de qualité traitant du thème abordé ici, merci de compléter l'article en donnant les références utiles à sa vérifiabilité et en les liant à la section « Notes et références ».
Les unités localisées pour l'inclusion scolaire ou ULIS sont, en France, des dispositifs qui permettent la scolarisation d'élèves en situation de handicap (reconnu par la maison départementale des personnes handicapées ou MDPH) au sein d'établissements scolaires ordinaires. Les ULIS se trouvent ainsi sous la responsabilité du chef d'établissement.
L'inscription d'un élève en ULIS est soumise à une décision de la commission des droits et de l'autonomie des personnes handicapées (CDAPH) qui définit le parcours de formation de l'élève dans le cadre de son projet de vie. De nouveaux métiers ont également vu le jour dans le domaine de l’éducation spécialisée. On a par ailleurs constaté une augmentation de 33 % du nombre  d’élèves déclarés en situation de handicap, entre 2005 et 2010.
Les ULIS sont définies comme « une des modalités de mise en œuvre de l'accessibilité pédagogique pour les élèves handicapés. Elles proposent, en milieu scolaire ordinaire, des possibilités d'apprentissage souples et diversifiées. » Il s'agit donc d'un dispositif collectif proposant une organisation pédagogique adaptée et permettant la mise en œuvre de projets personnalisés de scolarisation (PPS).

## Historique
Jusqu'en septembre 2010, les dispositifs collectifs pour la scolarisation en collège et en lycée d’élèves en situation de handicap ou de maladies invalidantes étaient nommés unités pédagogiques d’intégration (UPI). Dans le cadre d'une modification d'organisation et de fonctionnement, mais également de redéfinition des troubles (neurodégénératifs, sensoriels et moteurs) des élèves accueillis, ces dispositifs sont désormais dénommés unités localisées pour l’inclusion scolaire (Ulis).
En septembre 2015, les classes pour l’inclusion scolaire (Clis) sont renommées également unités localisées pour l’inclusion scolaire – école » (Ulis école).

## Les élèves
Les élèves orientés en ULIS ont des troubles des fonctions cognitives ou mentales, du langage ainsi que des apprentissages, des troubles envahissants du développement tels que l’autisme, ils sont donc atteints de divers troubles plus ou moins handicapants. Ils sont considérés handicapés, en situation de handicap par la MDPH. Les élèves ULIS font partie de l'effectif de leur classe de référence et se détachent par moments pour se rendre dans le dispositif où la priorité est donnée aux mathématiques et au français.
La CDAPH décide de leur orientation afin que celle-ci soit la plus bénéfique possible pour ces enfants ayant des retards au niveau des apprentissages. Ils disposent d’un aménagement adapté à leurs besoins, ainsi que d’une adaptation pédagogique et des mesures de compensation mises en place par l’équipe éducative.
Il est possible de contester un refus de la MDPHA d'orienter un enfant en classe ULIS.
En cas d'absence de places suffisantes pour accueillir l'élève en ULIS, l'Etat peut être condamné pour faute.

## Intervenants
- instituteurs ou professeurs des écoles de préférence titulaires du diplôme d'enseignant spécialisé dans le champ du handicap (certificat d'aptitude professionnelle aux pratiques de l'éducation inclusive et formation professionnelle spécialisée [CAPPEI], créé en février 2017 ou l'un des diplômes antérieurs [CAPA-SH, option D, ou CAPSAIS]).
- professeurs des lycées et collèges ayant reçu de préférence une formation appropriée (le CAPPEI ou le 2CA-SH qui existait auparavant).
- assistants d'éducation, accompagnants des élèves en situation de handicap (individuelle ou collective)

## Scolarisation
Les ULIS accueillent les élèves dans un dispositif collectif au sein d'un établissement scolaire.
Les ULIS sont des dispositifs permettant la mise en œuvre de projets personnalisés de scolarisation (PPS). Les élèves bénéficiant de l'ULIS sont des enfants porteurs d'un handicap ou considérés en situation de handicap qui ne leur permet pas de suivre l'enseignement dans un milieu scolaire ordinaire. Cependant ces élèves « sont des élèves à part entière de l'établissement scolaire, leur classe de référence est la classe ou la division correspondant approximativement à leur classe d'âge, conformément à leur projet personnalisé de scolarisation (PPS) ». Le but de cette inclusion est de leur permettre d'apprendre tout en s'intégrant socialement.

## L'entrée en ULIS
Pour qu'un élève bénéficie d'une ULIS, l’équipe éducative au sein de l’établissement d’origine se réunit tout d'abord. L’équipe de suivi de scolarité, avec l’enseignant référent, se réunit ensuite pour la première demande puis pour le réexamen les années suivantes. La famille entame les démarches auprès de la commission des droits et de l’autonomie des personnes handicapés (CDAPH), forte du G.éva.sco rédigé par l'enseignant référent de scolarité (ERS) et de tous les bilans médicaux nécessaires à la compréhension du handicap de l'enfant. 
A l’intérieur des projets personnalisés de scolarisation (PPS) établis à l’entrée de chaque élève en ULIS se trouve un projet personnalisé d’orientation (PPO).

## L'entrée au collège
Dans la plupart des cas les élèves d’ULIS sont déjà connus de la maison départementale des personnes handicapés (MDPH).
La CDAPH notifie à chaque famille la décision. C’est l’inspecteur et le directeur d’académie des services de l’éducation nationale (DASEN) qui est responsable de l’affectation des élèves.
Le projet personnalisé d’orientation (PPO) assure la cohérence des différents dispositifs d’accompagnement à partir d’une évaluation globale des besoins de l’élève (accompagnement thérapeutique, rééducatif).

## Après le collège
À la fin de l’ULIS collège, il existe deux grands débouchés pour l’élève. L’élève peut entrer en ULIS lycée pro pour réaliser un CAP par exemple, il peut aussi intégrer une IMPro (Institut Médico-Professionnel) en IME où l’on retrouve des jeunes déficitaires cognitifs légers à modérés, qui sont accompagnés par une équipe composée d’éducateurs, de psychologues… Dans cet établissement, les élèves assisteront à des ateliers préprofessionnels, leur permettant par la suite d’intégrer par exemple un ESAT qui est une entreprise qui embauche exclusivement des personnes en situation de handicap.

## Insertion professionnelle
Pour permettre l'accès à une formation professionnelle, des stages en entreprise sont proposés aux enfants quand ceux-ci ont 14 ans, cela se fait par voie conventionnelle pour créer leur projet professionnel parfois avec l’assistance d’un établissement médico-social ou SEGPA ou bien une unité scolaire. Cependant les débouchés pour les enfants handicapés sont très restreints, la recherche de stage peut s’avérer difficile. La plupart du temps les jeunes sont envoyés dans le monde de la restauration.

## Organisation et cartographie
Le handicap peut être dû à des troubles variables, simples ou pluriels, au niveau cognitif, moteur ou sensoriel.
Bien qu'il y ait une grande variabilité interindividuelle, les ULIS regroupent néanmoins des élèves présentant des troubles, des besoins et donc des objectifs proches. Cette organisation vise à favoriser la dynamique pédagogique. La cartographie des ULIS est ainsi facilitée.

## Statistiques
| Collège                        | 13 005 |
| Lycée professionnel            | 966    |
| Lycée général et technologique | 456    |
| EREA                           | 67     |
| Ensemble                       | 14 494 |

| Année scolaire                                              | Année scolaire                                              | 1998-1999 | 2004-2005 | 2007-2008 | 2008-2009 | 2009-2010 | 2010-2011 | 2011-2012 | 2012-2013 | 2013-2014 | 2014-2015 | 2015-2016 |
| ----------------------------------------------------------- | ----------------------------------------------------------- | --------- | --------- | --------- | --------- | --------- | --------- | --------- | --------- | --------- | --------- | --------- |
| 1er degré                                                   | Intégrations individuelles                                  | 27 900    | 58 812    | 70 100    | 74 251    | 79 129    | 83 309    | 86 089    | 90 900    | 94 782    | 103 908   | 111 683   |
| 1er degré                                                   | Intégrations collectives ULIS école                         | 44 900    | 37 584    | 39 634    | 40 231    | 41 051    | 42 985    | 44 420    | 45 521    | 46 783    | 47 504    | 48 361    |
| 2d degré                                                    | Intégrations individuelles                                  | /         | 24 588    | 40 700    | 46 697    | 50 125    | 54 865    | 56 719    | 63 261    | 68 473    | 75 941    | 82 875    |
| 2d degré                                                    | Intégrations collectives ULIS                               | 200       | 5 988     | 11 574    | 14 584    | 17 185    | 20 229    | 23 159    | 25 881    | 29 122    | 32 588    | 36 060    |
| Total                                                       | Total                                                       | 73 000    | 126 972   | 162 008   | 174 673   | 187 490   | 201 388   | 210 387   | 225 563   | 239 160   | 259 941   | 278 978   |
| Scolarisés en établissements sanitaires ou médico-éducatifs | Scolarisés en établissements sanitaires ou médico-éducatifs | /         | 62 000    | 71 000    | 75 504    | 74 845    | 78 112    | 79 778    | 79 873    | 79 217    | 77 962    | 79 714    |

## Objectifs du dispositif
On distingue trois objectifs :
- permettre la consolidation de l'autonomie personnelle et sociale du jeune
- développer les apprentissages sociaux, scolaires, l'acceptation des règles de vie scolaire et l'amélioration des capacités de négociation
- concrétiser à terme un projet d'insertion professionnel concerté